# Nebridia semicana
Nebridia semicana är en spindelart som beskrevs av Simon 1902. Nebridia semicana ingår i släktet Nebridia och familjen hoppspindlar. Inga underarter finns listade i Catalogue of Life.